# Marion Rolland
Pour les articles homonymes, voir Rolland.
Marion Rolland, née le 17 octobre 1982 à Saint-Martin d'Hères, dans le département de l'Isère, est une skieuse alpine française s'illustrant dans les disciplines de vitesse, la descente et le super-G, et dont la carrière sportive s'étend de 2004 à 2015 au niveau international. Championne du monde de descente le 10 février 2013 à Schladming, en Autriche, elle devient ainsi la première Française à remporter un titre mondial dans cette discipline depuis Marielle Goitschel à Portillo en 1966.
Elle a pris 107 départs en Coupe du monde et bien qu'elle n'ait remporté aucune victoire, elle est montée deux fois sur le podium, l'une en descente, l'autre en super-G. Elle compte également cinq titres de championne de France et deux en super-G. Sélectionnée pour les Jeux olympiques de Vancouver en 2010, elle chute juste après s'être élancée du portillon de départ dans la descente. L'image fait le tour du monde, alors que la skieuse contracte une sévère blessure au genou lors de cet accident. Plusieurs fois blessée à ce même genou au cours de sa carrière, elle ne peut prendre part aux Jeux olympiques de Sotchi 2014 et annonce la fin de sa carrière le 24 février 2015.

## Biographie

### Premières années
Marion Rolland naît à Saint-Martin-d'Hères, à proximité de Grenoble, dans le département de l'Isère, le 17 octobre 1982. Elle est issue d'une famille de sportif : son grand-père Antonin Rolland est un ancien coureur cycliste, porteur du maillot jaune sur le Tour de France 1955. Elle commence le ski dès son plus jeune âge dans le sillage de sa mère monitrice de ski et de son père pisteur-secouriste. Elle devient membre du Ski Club des 2 Alpes en 1989. Elle fréquente le collège du Bourg-d'Oisans où elle suit un cursus ski-étude puis rejoint la section ski de haut niveau du lycée d'été d'Albertville. Elle y obtient son baccalauréat littéraire en 2002. Marion Rolland dispute sa première course FIS le 3 décembre 1997 à Val-Thorens, où elle se classe 32e du slalom, puis sa première manche de Coupe d'Europe le 16 décembre 1998 dans le super-G de Megève, qu'elle ne parvient pas à terminer. Lors du Festival olympique de la jeunesse européenne, en 1999, Marion Rolland obtient trois médailles en trois courses sur la piste de Štrbské Pleso en Slovaquie : elle se classe 2e du slalom géant avant de remporter l'or sur le super-G, puis elle prend la 3e place du slalom alors que sa compatriote Sandrine Aubert gagne la médaille d'or.

### Carrière sportive

#### Débuts et premiers points en Coupe du monde
Marion Rolland intègre l'équipe de France de ski alpin en 1999 et participe aux Championnats du monde juniors 2001, disputés à Verbier, en Suisse, où elle prend le départ de quatre épreuves, la descente, le super-G, le slalom géant et le slalom. Elle obtient son meilleur résultat en super-G avec une 9e place. Elle fait ses débuts en Coupe du monde le 30 janvier 2004 dans la descente de Haus im Ennstal, en Autriche, dont elle se classe 37e. Elle marque ses premiers points l'année suivante, en prenant la 12e place de la descente de San Sicario, en Italie, le 26 février 2005. Très satisfaite à l'issue de la course, elle déclare s'être sentie à l'aise sur la piste dès le premier entraînement. Grâce à ces premiers points, Marion Rolland se place au 85e rang du classement général de la Coupe du monde cette même année. Le 20 mars 2005, à Val-d'Isère, elle devance Ingrid Jacquemod pour s'offrir son premier titre de championne de France de descente.
Lors de la saison 2005-2006, elle ne parvient pas à confirmer ce résultat : n'obtenant au mieux qu'une 36e place dans la descente de Val-d'Isère, elle n'inscrit aucun point cette saison et n'est pas retenue pour participer aux Jeux olympiques de Turin. Marion Rolland retrouve enfin le Top 30 en prenant la 27e place de la descente à Val-d'Isère le 20 décembre 2006, mais elle doit prématurément mettre un terme à sa saison à la suite d'une lourde blessure au genou gauche. Les quatre points marqués à Val-d'Isère lui permettent de figurer au 125e rang du classement général. Marion Rolland effectue son retour en Coupe du monde le 9 février 2008, à Sestrières. Alors qu'elle ne s'élance qu'avec le dossard no 46, elle se classe 11e de la descente remportée par l'Américaine Lindsey Vonn, ce qui constitue alors le meilleur résultat de sa carrière,. Elle se classe ensuite 27e de la descente de Whistler et marque ses premiers points en combiné en se classant 26e de l'épreuve dans la station canadienne. Elle achève sa saison par une 25e place en descente à Crans-Montana et pointe alors au 89e rang du classement général de la Coupe du monde,. Elle confirme ces bons résultats en gagnant un deuxième titre de championne de France de descente, sur la piste d'Auron, devant Marie Marchand-Arvier et Aurélie Revillet.

#### Bons résultats en descente et déception olympique
Marion Rolland poursuit sa progression lors de la saison 2008-2009. Elle se classe à dix reprises parmi les trente premières d'une épreuve de Coupe du monde, dont six fois en descente et trois fois en super-G, et améliore coup sur coup le meilleur résultat de sa carrière dans les deux descentes de Bansko, en Bulgarie, en prenant la 7e place de la première course puis la 6e place le lendemain,. En février, elle participe à ses premiers Championnats du monde, organisés à Val-d'Isère en 2009 et brille notamment dans la descente en se classant 5e, juste devant sa compatriote Marie Marchand-Arvier, médaillée d'argent sur le super-G quelques jours plus tôt. À l'issue de la saison, Marion Rolland est 49e du classement général de la Coupe du monde et se place notamment au 18e rang du classement spécifique de la descente.
En ouverture de la saison 2009-2010, elle se classe 15e et 9e des deux descentes inaugurales de Lake Louise. Elle se classe à plusieurs reprises parmi les dix premières des épreuves de Coupe du monde avec une 5e puis une 4e place dans les deux descentes de Haus im Ennstal, ce qui constitue alors son meilleur résultat en carrière, puis une 7e place à Saint-Moritz deux semaines avant l'ouverture des Jeux olympiques.
Le 17 février 2010, alors qu'elle représente une des chances de médailles françaises dans l'épreuve de descente des Jeux de Vancouver, elle chute dès les premiers mètres de la course à la suite d'une faute de carre. Bien que peu spectaculaire, sa chute provoque de lourdes conséquences : Marion Rolland souffre d'une rupture des ligaments croisés du genou gauche, une blessure déjà contractée en 2007. Directeur technique national du ski alpin, Yves Dimier soulève le paradoxe de cet accident : « la descente a été marquée par de grosses chutes sans graves conséquences. Et la chute de Marion, qui paraissait la plus bénigne, est celle qui, finalement, a le plus de conséquences. » La vidéo de sa chute à la sortie du portillon fait le tour du monde et lui attire de nombreuses moqueries, particulièrement en France de gens ignorant que son genou a lâché au même moment, affectant le moral de la skieuse qui a pu néanmoins compter sur le soutien de ses proches pour se reconstruire.

#### Retour et titre mondial
Pour son retour à la compétition, le 3 décembre 2010, Marion Rolland se classe 7e de la descente de Lake Louise,, après s'être montrée la plus rapide à l'entraînement. Elle prend la 20e place de la seconde descente, le lendemain, puis la 24e en super-G. À Zauchensee, au début du mois de janvier 2011, elle se classe 13e de la descente et termine au même rang du super-G le lendemain, puis elle entre à nouveau dans les points lors des trois courses disputées à Cortina d'Ampezzo. Avec l'équipe de France, elle se rend à Garmisch-Partenkirchen et participe à ses deuxièmes Championnats du monde. Pour sa première épreuve, elle prend la 21e place du super-G. Malgré une chute dans l'aire d'arrivée de la seconde descente d'entraînement, elle prend le départ de la course et se classe 20e. Elle termine la saison par une 7e place en descente à Åre, puis une 15e place à Tarvisio, avant de remporter un troisième titre de championne de France de la discipline.
Marion Rolland obtient ses meilleurs résultats en Coupe du monde pendant la saison 2011-2012 : elle marque des points lors des huit descentes de la saison et lors de six des sept super-G disputés cette même année. Elle réalise son premier coup d'éclat en prenant la 5e place de la descente de Sotchi, sur la piste de Rosa Khutor, théâtre des prochains Jeux olympiques,. Le 14 mars 2012, bien que reléguée à près d'une seconde de la gagnante Lindsey Vonn, Marion Rolland obtient le premier podium de sa carrière avec la 2e place de la descente de Schladming, où se disputent les finales de la Coupe du monde,. Le lendemain, elle monte à nouveau sur le podium du super-G, remporté par l'Allemande Viktoria Rebensburg. Grâce à ces deux podiums, elle obtient le meilleur classement général de sa carrière en Coupe du monde, en pointant au 23e rang, tandis qu'elle intègre les six meilleures descendeuses mondiales. Le 31 mars, sur la piste de L'Alpe d'Huez, elle gagne un quatrième titre de championne de France de descente et réalise le doublé en dominant le super-G
Marion Rolland se présente alors en chef de file de la vitesse française et aborde la saison suivante avec l'objectif de remporter sa première victoire. Lors de la première descente de la saison, le 30 novembre 2012, à Lake Louise, elle prend la 10e place, puis monte en puissance au fil des descentes : 9e à Val-d'Isère le 14 décembre, 8e à Sankt Anton le 12 janvier puis 4e à Cortina d'Ampezzo le 19 janvier. Lors des Championnats du Monde de Schladming, elle commence par une modeste 22e place en super-G, un résultat décevant à l'image de celui de ses compatriotes, provoquant la colère de leur entraîneur Nicolas Burtin. Le 10 février 2013, alors que la plupart des favorites de la descente se sont déjà élancées, Marion Rolland réalise une course exemplaire : en avance à tous les intermédiaires, elle franchit la ligne d'arrivée avec le meilleur temps, en 1 min 50 s, devançant l'Italienne Nadia Fanchini de 16 centièmes et l'Allemande Maria Höfl-Riesch de 70 centièmes,. Elle signe l'exploit le plus retentissant de sa carrière et devient ainsi la première championne du monde française de descente depuis Marielle Goitschel, sacrée à Portillo en 1966. Marion Rolland achève sa saison par une 10e place en descente à Méribel, puis une 11e à Garmisch-Partenkirchen, tandis qu'elle se classe 7e et 28e des deux super-G disputés dans la station allemande. Comme l'année précédente, elle réalise le doublé lors des championnats de France en gagnant la descente et le super-G sur la piste de Peyragudes.

#### Nouvelles blessures et fin de carrière
En septembre 2013, alors qu'elle participe au Chili à un stage de préparation avec l'équipe de France, Marion Rolland se blesse gravement au genou droit. La skieuse française est victime d'une rupture des ligaments croisés, d'une entorse du ligament latéral interne et d'une contusion du plateau tibial. Opérée avec succès à l'hôpital privé Jean-Mermoz de Lyon, elle doit néanmoins renoncer à l'intégralité de la saison 2013-2014 et ne peut, par conséquent, défendre ses chances lors des Jeux olympiques 2014 de Sotchi. Venue encourager ses compatriotes lors de l'étape française de la Coupe du monde disputée à Val-d'Isère, en décembre 2013, Marion Rolland annonce que sa motivation est intacte : « Aucun sportif ne veut terminer sa carrière de cette manière ».
La skieuse des Deux Alpes fait son retour à la compétition à Lake Louise, lors de la descente inaugurale de la saison 2014-2015, avec l'objectif de préparer les Championnats du monde 2015 de Beaver Creek et la défense de son titre mondial. Elle se classe 29e de la première descente, puis 28e de la seconde, avant de prendre la 35e place du super-G. À Val-d'Isère, elle termine deux fois 25e, en descente puis en super-G. Lors de l'étape de Cortina d'Ampezzo, elle se classe 28e et 27e des deux descentes, puis chute lourdement lors du super-G. Souffrant d'une rupture du ligament croisé antérieur du genou droit, elle met un terme à sa saison et doit déclarer forfait pour les Championnats du monde. C'est la quatrième fois de sa carrière que la Française se blesse au genou. Lassée par ces blessures à répétition, elle annonce sa retraite sportive le 24 février 2015. Elle annonce avoir « réalisé [ses] rêves d'enfant » et avoir « eu la chance de connaître les podiums et de beaux résultats aux niveaux national et international ».

### Style, personnalité et caractéristiques
Décrite comme une skieuse à la personnalité hyper sensible,, Marion Rolland reconnaît avoir « manqué de confiance en [elle] pendant longtemps » et avoir « tendance à absorber les énergies négatives », c'est pourquoi elle décide à la fin de l'hiver 2009 de collaborer avec un préparateur mental, Loïc Gouzerh, pour la fin de sa carrière. Reconnue pour ses qualités de glisseuses sur la piste,, elle est comparée au début de sa carrière à Antoine Dénériaz, champion olympique à Turin, par son entraîneur Lionel Finance. Tout au long de sa carrière, Marion Rolland utilise des skis de la marque française Rossignol.
À partir de 2009, elle est en contrat avec la douane française en tant que sportive de haut niveau, ce qui lui permet de bénéficier d'un revenu fixe et d'un emploi du temps aménagé pour ses entraînements,.

## Palmarès

### Jeux olympiques d'hiver
Marion Rolland n'a pris le départ que d'une épreuve olympique, la descente des Jeux d'hiver de 2010 à Vancouver, lors de laquelle elle a chuté après quelques secondes de course.
| Épreuve / Édition | Vancouver 2010 |
| Descente          | Abandon        |

### Championnats du monde
| Épreuve / Édition | Val d'Isère 2009 | Garmisch-Partenkirchen 2011 | Schladming 2013 |
| Descente          | 5e               | 20e                         | Or              |
| Super G           | 16e              | 21e                         | 22e             |
| Combiné           | 18e              | -                           | -               |

### Coupe du monde

#### Différents classements en Coupe du monde
Le meilleur classement général de Marion Rolland en Coupe du monde intervient en 2012 avec une 23e place. Elle se place par ailleurs au 6e rang du classement de la descente cette même année.
| Année/Classement | Année/Classement | Général | Général | Descente | Descente | Super G | Super G | Combiné | Combiné |
| ---------------- | ---------------- | ------- | ------- | -------- | -------- | ------- | ------- | ------- | ------- |
| Année/Classement | Année/Classement | Class.  | Points  | Class.   | Points   | Class.  | Points  | Class.  | Points  |
| 2005             | 2005             | 85e     | 22      | 37e      | 22       | -       | -       | -       | -       |
| 2007             | 2007             | 125e    | 4       | 50e      | 4        | -       | -       | -       | -       |
| 2008             | 2008             | 84e     | 39      | 36e      | 34       | -       | -       | 38e     | 5       |
| 2009             | 2009             | 49e     | 134     | 18e      | 99       | 32e     | 32      | 46e     | 4       |
| 2010             | 2010             | 30e     | 211     | 9e       | 176      | 32e     | 35      | -       | -       |
| 2011             | 2011             | 32e     | 201     | 16e      | 135      | 24e     | 66      | -       | -       |
| 2012             | 2012             | 23e     | 365     | 6e       | 244      | 17e     | 121     | -       | -       |
| 2013             | 2013             | 27e     | 273     | 14e      | 178      | 23e     | 77      | -       | -       |
| 2015             | 2015             | 87e     | 24      | 36e      | 18       | 48e     | 6       | -       | -       |

#### Performances générales
Marion Rolland a pris 107 départs en Coupe du monde, dont 58 en descente, 44 en super-G et 5 en combiné. En revanche, elle n'a jamais pris le départ d'une épreuve de slalom ou de slalom géant. Elle a terminé deux fois sur le podium, avec une 2e place en descente à Schladming en 2012 et une 3e place en super-G sur la même piste, la même année. Elle a marqué des points à 66 reprises et s'est d'ailleurs classée 18 fois dans les dix premières de la course (16 fois en descente et 2 fois en super-G).
| Résultat  | Descente | Super-G | Slalom géant | Combiné | Slalom | Total |
| --------- | -------- | ------- | ------------ | ------- | ------ | ----- |
| 1re place | -        | -       | -            | -       | -      | 0     |
| 2e place  | 1        | -       | -            | -       | -      | 1     |
| 3e place  | -        | 1       | -            | -       | -      | 1     |
| Top 10    | 16       | 2       | -            | -       | -      | 18    |
| Top 30    | 42       | 22      | -            | 2       | -      | 66    |
| Autres    | 16       | 22      | -            | 3       | -      | 41    |
| Départs   | 58       | 44      | 0            | 5       | 0      | 107   |

### Championnats du monde juniors
Marion Rolland a participé aux Championnats du monde juniors 2001, disputés à Verbier, en Suisse. Elle a pris le départ de quatre épreuves et a obtenu son meilleur résultat en super-G avec une 9e place.
| Épreuve / Édition     | Descente | Super-G | Slalom géant | Slalom |
| --------------------- | -------- | ------- | ------------ | ------ |
| Mondiaux 2001 Verbier | 13e      | 9e      | Abandon      | 48e    |

### Championnats de France
Au cours de sa carrière, Marion Rolland a remporté 7 titres de championne de France, dont 5 en descente et 2 en super-G. Elle est également montée à trois reprises sur le podium dans cette discipline.
Avec ses 5 titres en descente, elle possède le plus grand nombre de victoires en Championnat de France dans la discipline.
| Épreuve / Édition                            | Descente      | Super-G            | Slalom géant | Slalom  | Super combiné |
| -------------------------------------------- | ------------- | ------------------ | ------------ | ------- | ------------- |
| Championnats 1997 L'Alpe d'Huez              | —             | —                  | 32e          | —       | —             |
| Championnats 1998 Serre Chevalier            | 21e           | 15e                | —            | —       | —             |
| Championnats 1999 La Clusaz                  | —             | 6e                 | 27e          | 20e     | —             |
| Championnats 2000 Valloire/Tignes            | 21e           | Disqualifié        | 28e          | —       | —             |
| Championnats 2001 Courchevel                 | —             | —                  | Abandon      | —       | —             |
| Championnats 2002 Megève                     | 6e            | —                  | Abandon      | Abandon | —             |
| Championnats 2003 Les Menuires               | Abandon       | —                  | —            | —       | —             |
| Championnats 2004 Les Carroz/Flaine          | 6e            | 6e                 | 30e          | —       | —             |
| Championnats 2005 L'Alpe d'Huez/Val-d'Isère  | Médaille d'or | Médaille d'argent  | Abandon      | —       | —             |
| Championnats 2006 Courchevel/Villard-de-Lans | 4e            | Abandon            | 21e          | —       | —             |
| Championnats 2008 Auron                      | Médaille d'or | Médaille d'argent  | 18e          | —       | 5e            |
| Championnats 2009 Lélex-Crozet/Megève        | 7e            | Médaille de bronze | 29e          | 21e     | 10e           |
| Championnats 2011 Tignes                     | Médaille d'or | 5e                 | —            | —       | Abandon       |
| Championnats 2012 L'Alpe d'Huez              | Médaille d'or | Médaille d'or      | 10e          | —       | Abandon       |
| Championnats 2013 Peyragudes                 | Médaille d'or | Médaille d'or      | 8e           | —       | —             |